# Salix jejuna
Salix jejuna — вид квіткових рослин із родини вербових (Salicaceae).

## Морфологічна характеристика
Рослини зазвичай утворюють клони відводками або кореневищами. Стебла прямовисні, лежачі чи сланкі. Гілки червоно-бурі, голі; гілочки жовто-бурі або червоно-бурі, голі. Листки: найбільша листкова пластина еліптична чи майже кругла, 8–25 × 4–22 мм; краї злегка закручені, цілокраї, іноді війчасті; верхівка округла чи опукла; абаксіальна (низ) поверхня гола; адаксіальна (верх) поверхня злегка блискуча, гола; молода пластинка (червонувата), гола, часто війчаста. Сережки: тичинкові 5.5–14 × 5–10 мм; маточкові 8–29 × 6–14 мм. Коробочка 3–5 мм. Цвітіння: кінець червня — середина липня.

## Середовище проживання
Ендемік Ньюфаундленда (Канада). Населяє вологий, тонкий, піщано-гравійний ґрунт на вапнякових пустирях; 0–20 метрів.